# Arracheur de dents

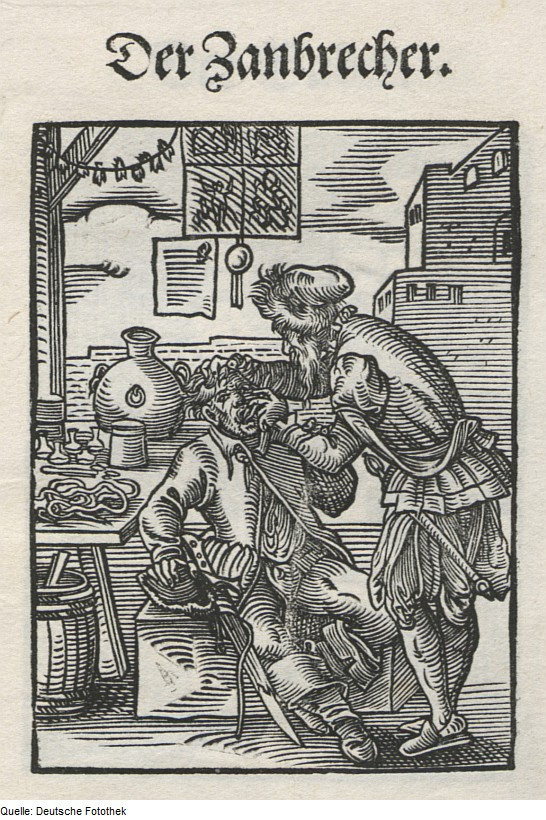
Un arracheur de dents au XVI

L'arracheur de dents est un ancien métier de forain exerçant l'arrachage des dents. Par analogie, c'est de nos jours le surnom donné a un mauvais dentiste.

## Historique
On trouvait souvent les arracheurs de dents lors des marchés locaux et parfois le barbier pouvait avoir cette fonction.
Les arracheurs de dents étaient parfois accompagnés de musiciens dont la fonction était de jouer le plus fort possible pour masquer les cris de douleur des patients. À Lyon, vers 1797, Laurent Mourguet, alors arracheur de dents, attire et distrait ses patients avec des spectacles de marionnettes. C'est ainsi qu'il va être amené à créer le personnage de Guignol, vers 1808.
En 1880 dans les Pyrénées-Orientales, un arracheur de dents se vante d'avoir arraché 475 dents en une heure, score sans doute exagéré.

## Représentations
De nombreuses représentations du métier d'arracheur de dents existent dans la peinture, parmi lesquelles :
- L'Arracheur de dents (vers 1608-1610) du Caravage ;
- L'Arracheur de dents (1651) de Jan Steen ;
- L'Arracheur de dents (1655) de David Ryckaert III  ;
- L'Arracheur de dents (1746) de Pietro Longhi.

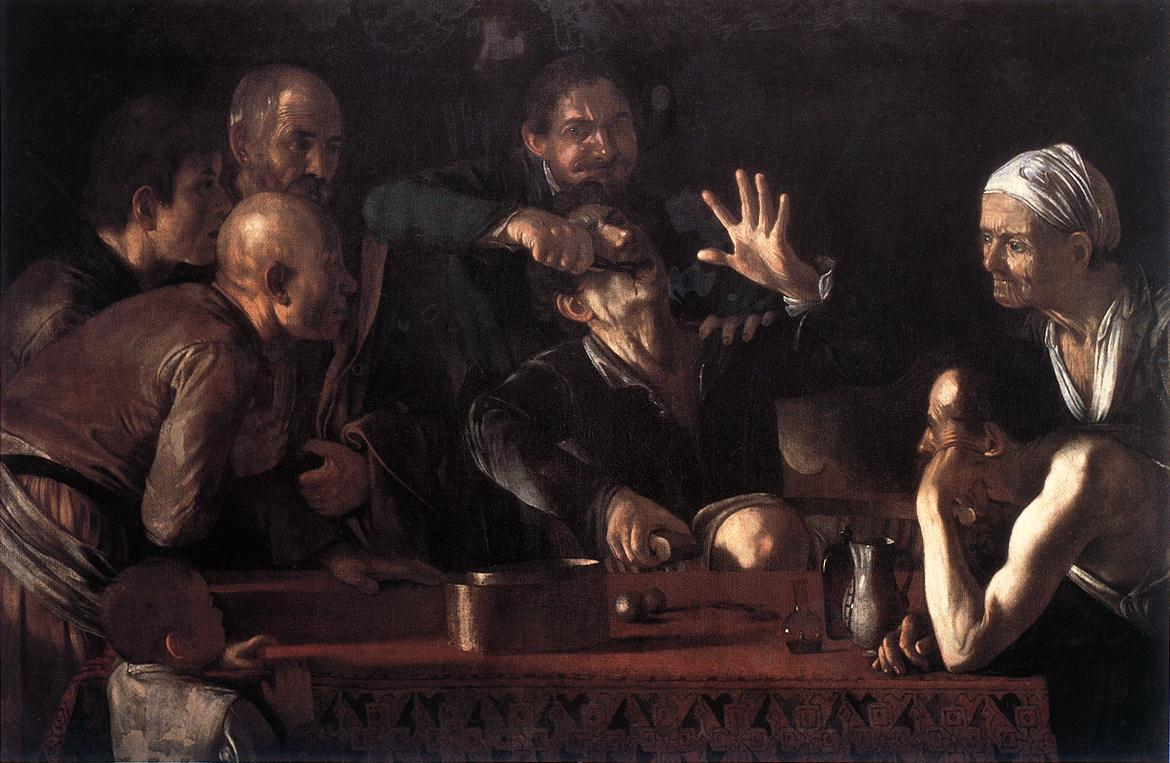
Le tableau du Caravage
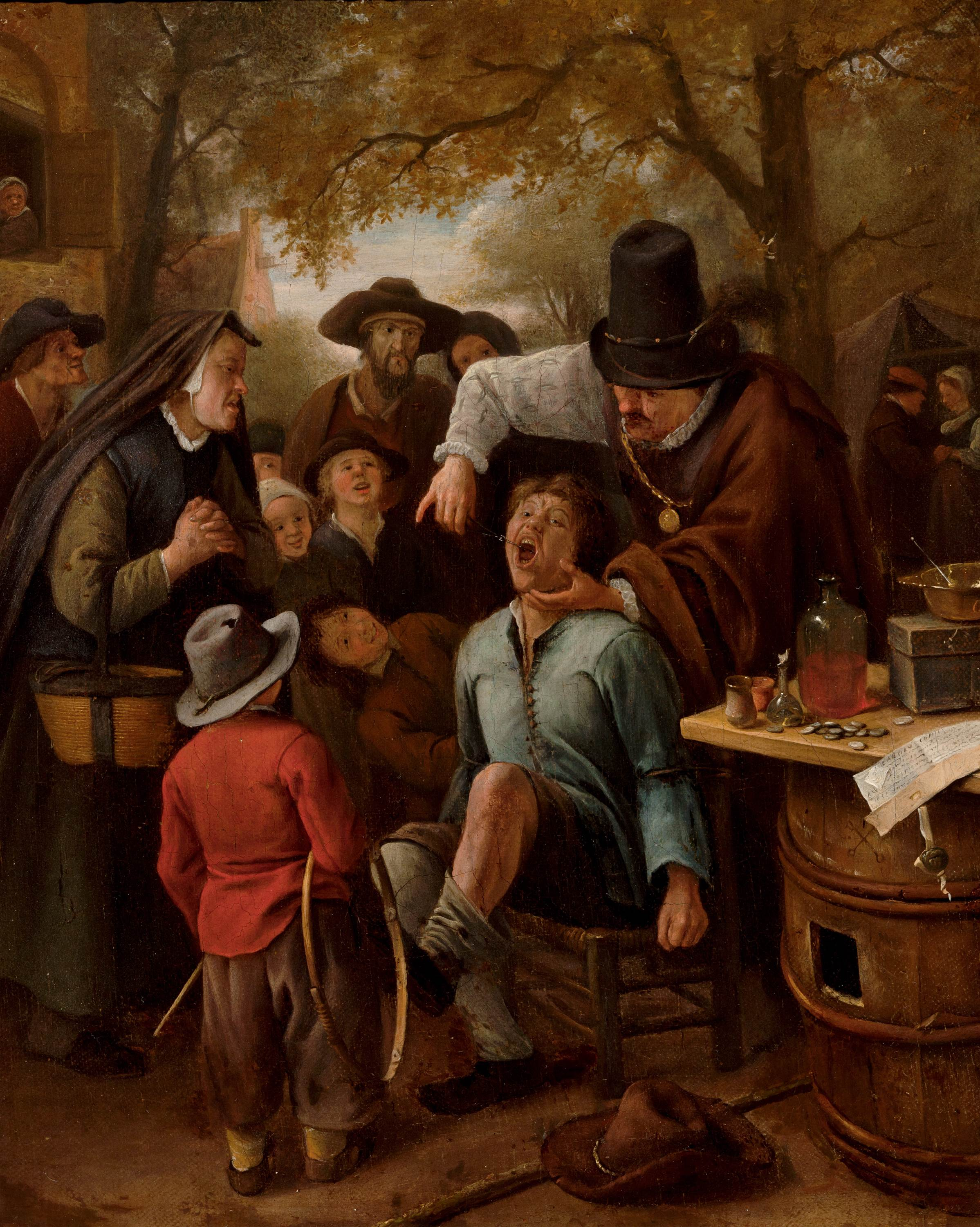
Le tableau de Jan Steen
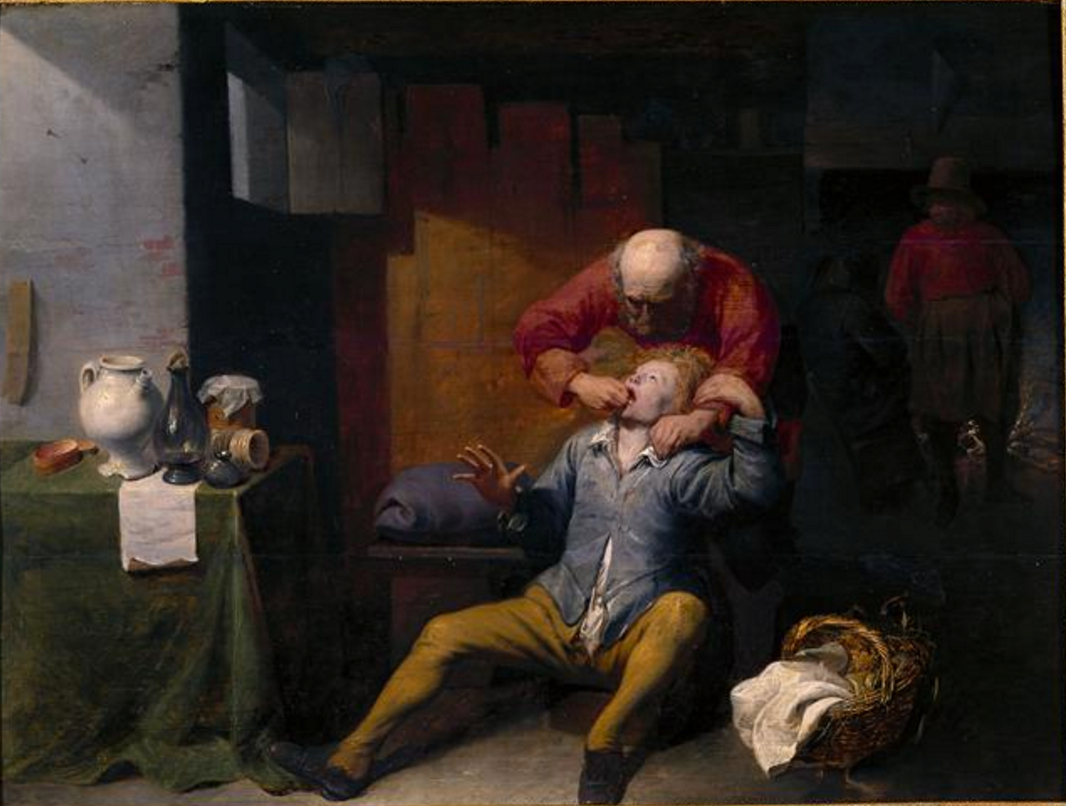
Le tableau de David Ryckaert III
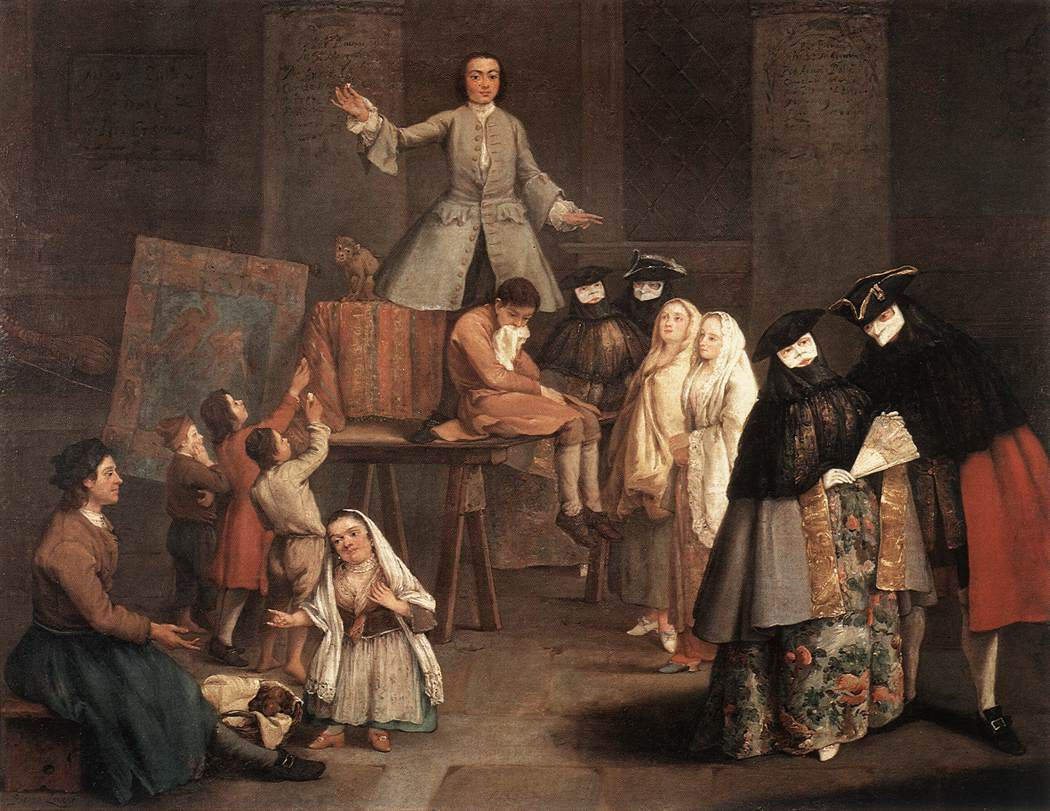
Le tableau de Pietro Longhi
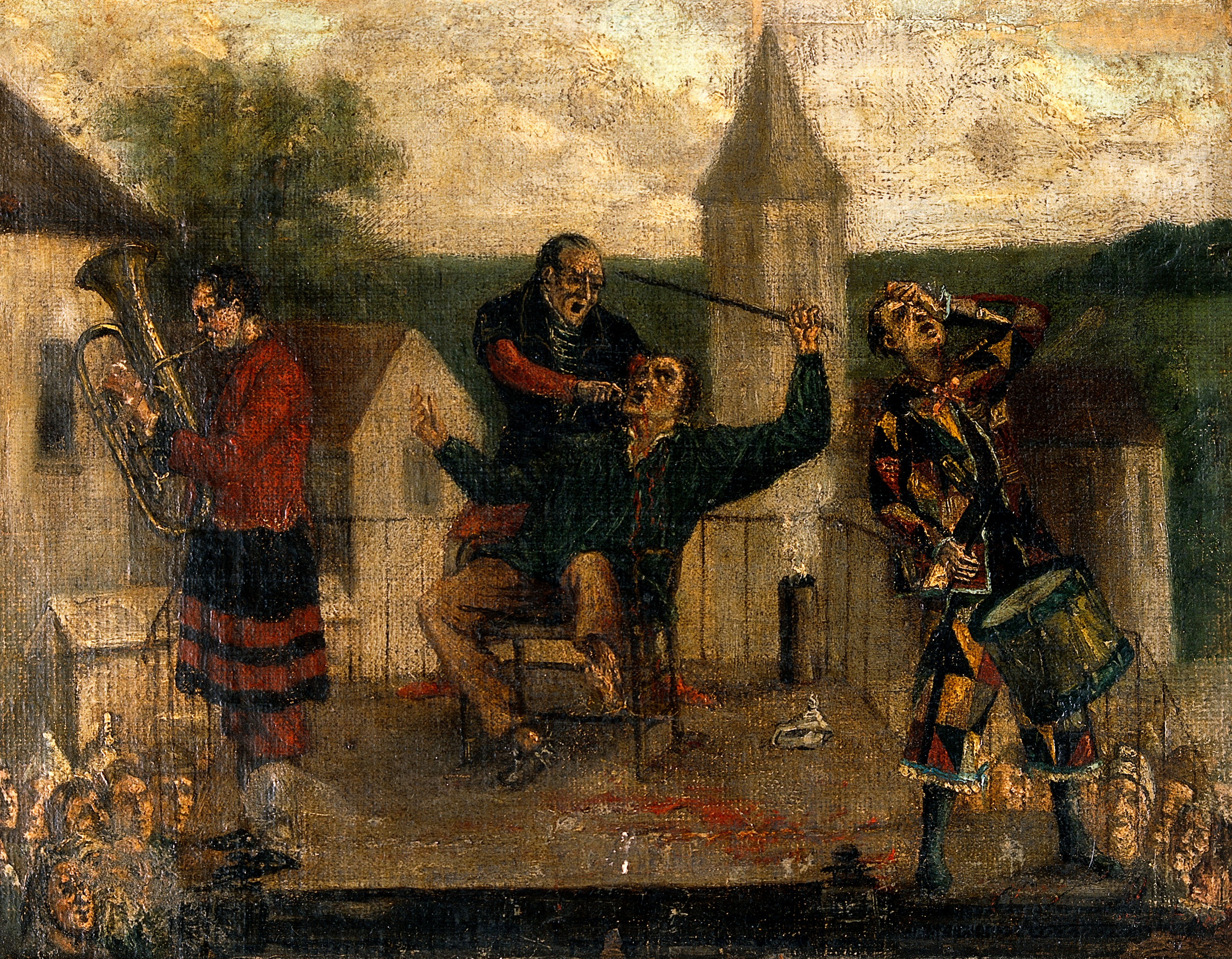
Un arracheur de dents en France vers 1860

## Expression
En France métropolitaine, « mentir comme un arracheur de dents » signifie la fin du XVIe siècle « mentir sans vergogne ». Les dentistes, qui exerçaient leur art sur les places publiques, faisaient croire à leurs patients que l'arrachage serait indolore, d'où cette expression.